# Quan Tây

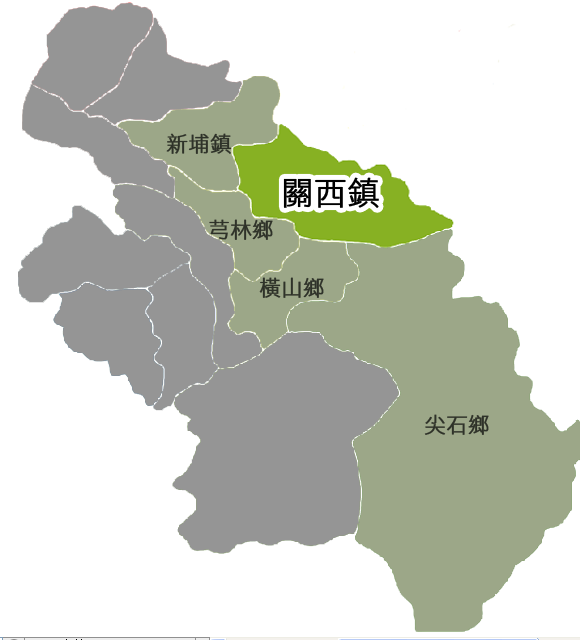
Vị trí tại Tân Trúc (màu xanh đậm)

Quan Tây (tiếng Trung: 關西鎮; bính âm: Guānxi zhèn) là một trấn của huyện Tân Trúc, tỉnh Đài Loan, Trung Hoa Dân Quốc (Đài Loan). Sông Ngưu Lan và sông Phượng Sơn hợp lưu với nhau trên địa bàn Quan Tây. Điểm cao nhất trấn là núi Điểu Thủy (1790 mét trên mực nước biển). Tổng diện tích của trấn là 125,5193 km², dân số vào tháng 8 năm 2011 là 31.601 người thuộc 9.303 hộ gia đình, mật độ cư trú đạt 251,8 người/km².